# Marcu Evanghelistul

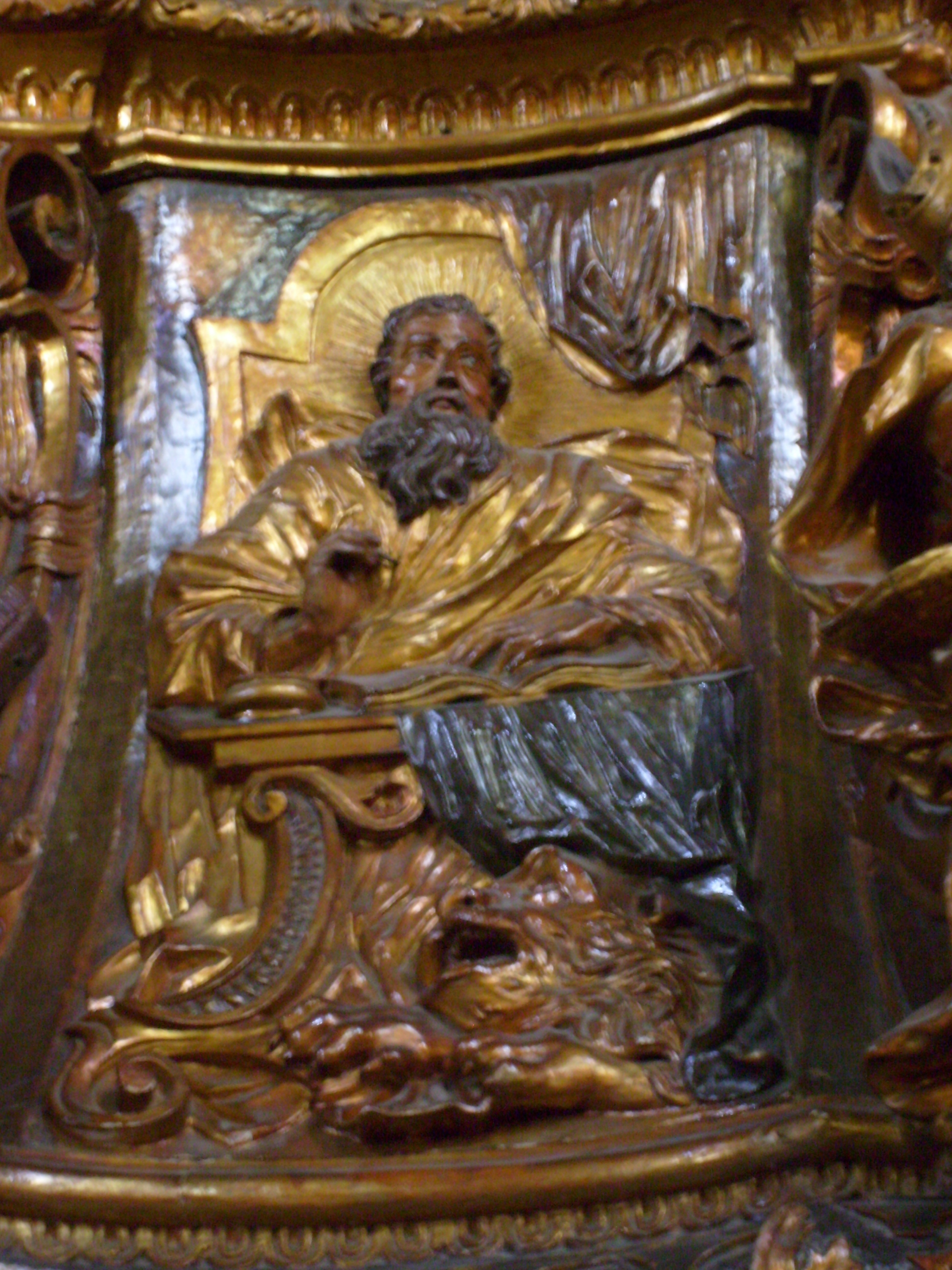
Johannes Nachtigall, Evanghelistul Marcu (mijlocul sec. al XVIII-lea), amvonul Bisericii Sf. Mihail din Cluj

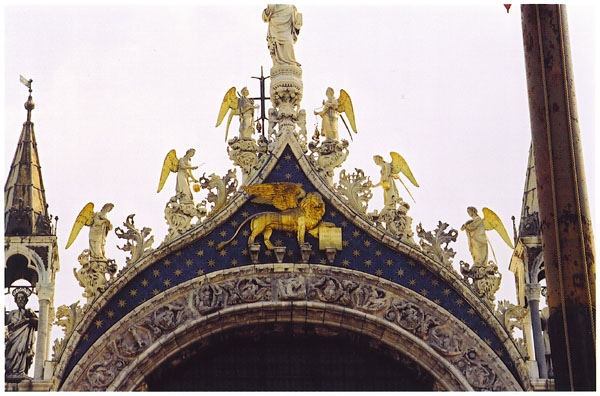
Leul, simbolul sfântului Marcu,
Bazilica San Marco din Veneţia - PAX TIBI MARCE EVANGELISTA MEVS

Marcu Evanghelistul a fost un evreu creștinat din Ierusalim, devenit potrivit tradiției creștine misionar și episcop în Alexandria. Este considerat în mod tradițional unul dintre cei patru evangheliști, lui fiindu-i atribuită Evanghelia după Marcu. Simbolul său este leul. Relicvele sale se află în Domul San Marco din Veneția. Leul, ca simbol al Veneției, provine de la patronajul Sfântului Marcu asupra orașului.
Nu există niciun izvor istoric de încredere care să arate că autorul Evangheliei după Marcu s-ar fi numit în mod real Marcu, evanghelia sa fiind publicată în mod anonim:
„Ceea ce cei mai mulți nu-și dau seama este că titlurile lor au fost adăugate ulterior de creștini din secolul al II-lea, la decenii întregi după ce aceste cărți fuseseră scrise, pentru a putea pretinde că ele au fost scrise de apostoli. De ce ar fi făcut asta creștinii? Amintiți-vă discuția anterioară asupra formării canonului Noului Testament: numai cărțile care erau apostolice puteau fi incluse. Ce trebuia atunci făcut cu evangheliile care erau citite și larg acceptate ca autorități în timp ce fuseseră scrise în mod anonim, cum a fost cazul celor patru evanghelii din Noul Testament? Ele trebuiau asociate cu apostoli pentru a putea fi incluse în canon, așa că le-au fost atașate nume de apostoli.”—Bart D. Ehrman, Truth and Fiction in The Da Vinci Code: A Historian Reveals What We Really Know about Jesus, Mary Magdalene, and Constantine.
Autorul acestei scrieri nu a fost martor la viața lui Isus și nici măcar nu susține că descrie în evanghelie evenimente la care ar fi fost martor:
„Ele nu pretind că ar fi fost scrise de martori la viața lui Isus, iar istoricii au recunoscut de mult că ele au fost produse de creștini din a doua sau a treia generație, trăind în alte țări decât Isus (și Iuda), vorbind o limbă diferită (greacă în loc de aramaică), trăind în circumstanțe diferite și adresându-se unui public diferit.”—Bart D. Ehrman, The lost Gospel of Judas Iscariot: a new look at betrayer and betrayed.